# Віктор Каплан
Віктор Каплан, у хрещенні — Віктор Густав Франтішек (27 листопада 1876, Мюрццушляґ, Австро-Угорщина  — 23 серпня 1934, Унтерах-ам-Аттерзе, Австрія) — австрійський інженер і винахідник турбіни Каплана. Свої ключові відкриття він зробив на своїй роботі в Німецькому технічному університеті (сьогодні VUT) у Брно.

## Життєпис
Віктор Каплан народився у сім'ї залізничного службовця Карела Віктора Каплана (1849–1921) та його дружини Йоганни Елізабети Леопольдіни, уродженої Вустової (1843–1898). Відвідував початкову школу в Нойберг-анд-дер-Мюрці, а потім продовжив навчання в реальній гімназії у Відні. Йому не було й десяти років, коли він вперше зробив електродвигун, сконструював діючу модель парової машини та випробував на річці Мюрц невелике водяне колесо ручної роботи. У старших класах почав виготовляти фотоапарати.
У 1895–1900 роках закінчив Віденський технічний університет, де вивчав машинобудування та дизельні двигуни. Після закінчення університету відбув рік військової служби в Пулі, яка тоді була важливою базою австро-угорського флоту. У 1901 році він почав працювати в механічних майстернях компанії Ganz & Comp в Леоберсдорфі поблизу Відня над двигунами внутрішнього згоряння.
Проте через два роки, на прохання професора Альфреда Музіля (батька Роберта Музіля), він поїхав до Німецького технічного університету в Брно, де отримав посаду конструктора Інституту машинознавства, кінематики та машинобудування. Він залишив роботу над двигунами і присвятив себе будівництву водяних турбін.
У 1909 році Каплан отримав ступінь доктора технічних наук у Віденському технічному університеті, а також став доцентом з питань водяних двигунів у Німецькому технічному університеті в Брно. Тоді ж, 18 липня того ж року, він одружився з уродженкою Відня Маргаретою Анною Йоганною Штрассеровою (1884–1973), від якої мав двох дочок – Гертрауд Каролу Антонію Капланову та Маргаретту Райнфріду Капланову. У 1913 році став завідувачем кафедри теорії та конструкції водяних двигунів. Каплан залишився в Брно навіть після створення Чехословаччини, а в 1918 році його призначили штатним професором Технічного університету у Брно.
З моменту патентування свого першого винаходу водяної турбіни в 1912 році Каплан мав проблеми із захистом 33 інших патентів, пов’язаних з ним. Йому довелося захищати свої винаходи, що затягнулося до середини 1920-х років. Після дванадцятирічної судової суперечки Каплан отримав 280 патентів у 27 країнах на основі рішення Суду Рейху в Лейпцигу. Патентна повістка та відповідні документи зайняли 14 500 аркушів, які разом із садибою були передані до фонду Технічного музею в Брно. Каплан серйозно захворів у 1922 році через велике психічне напруження, і навіть коли через деякий час він повернувся до викладання, хвороба залишила відбиток на його психічному стані. У 1931 році за власним бажанням він достроково вийшов на пенсію та оселився у своєму заміському маєтку Рохуспойнт в Унтерах, Верхня Австрія. В останні роки свого життя він присвятив себе реалізації невеликих проєктів та хобі, якими були музика та догляд за домашніми тваринами.
У 1926 році він отримав звання почесного доктора в Технічному університеті в Празі, а в 1934 році в Технічному університеті в Брно. Однак він не дожив до отримання другого почесного докторського ступеня, оскільки помер 23 серпня 1934 року від інсульту у своїй літній резиденції Рохуспойнт в Австрії.
З 1976 року річниця його народження включена до пам’ятних дат світової культури ЮНЕСКО. Пам'ятник Віктору Каплану є частиною виставки «Водяні двигуни» в Технічному музеї в Брно.

## Доробок

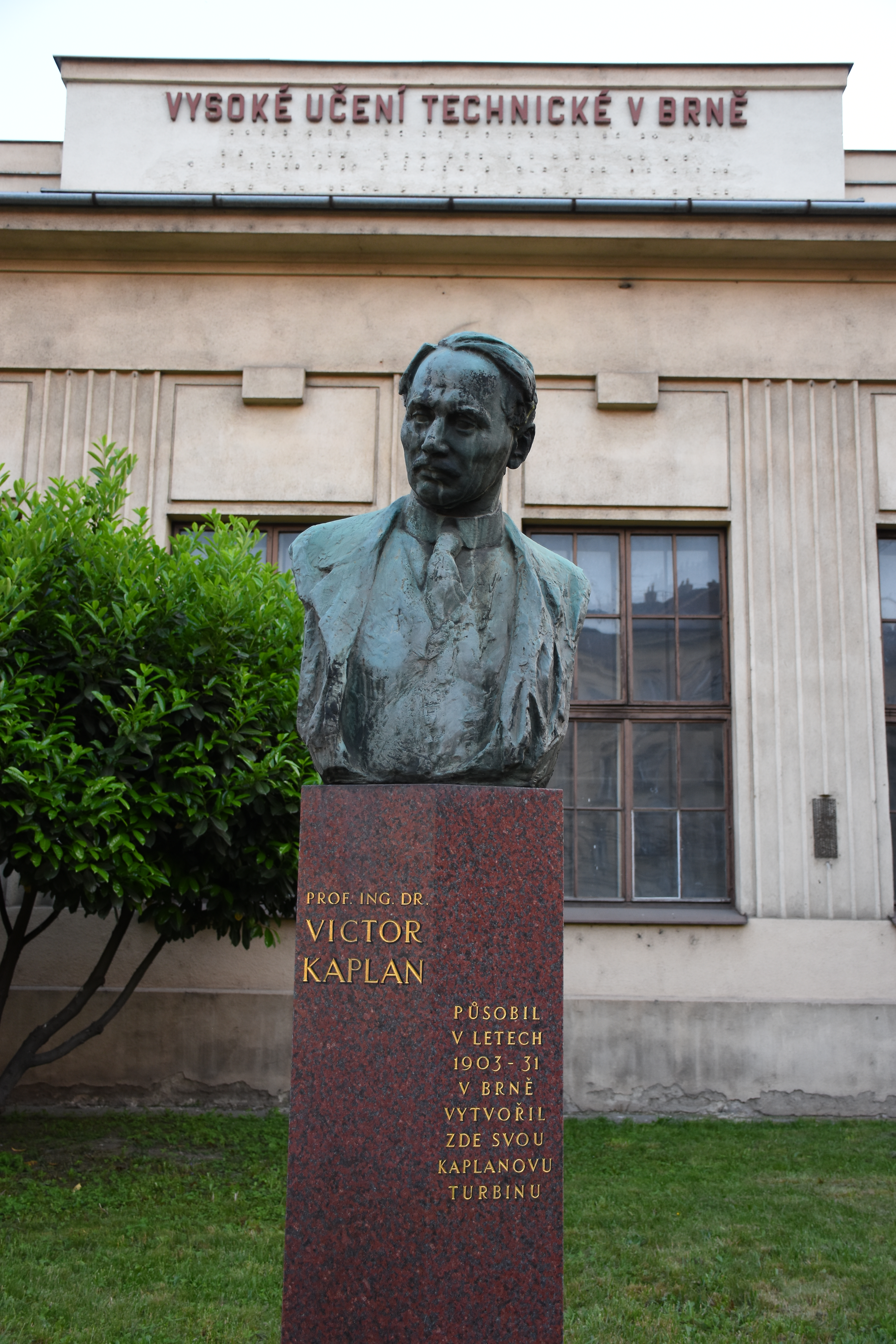
Бюст Віктора Каплана в Брно, перед колишнім Німецьким технічним університетом (тепер Технічний університет у Брно)

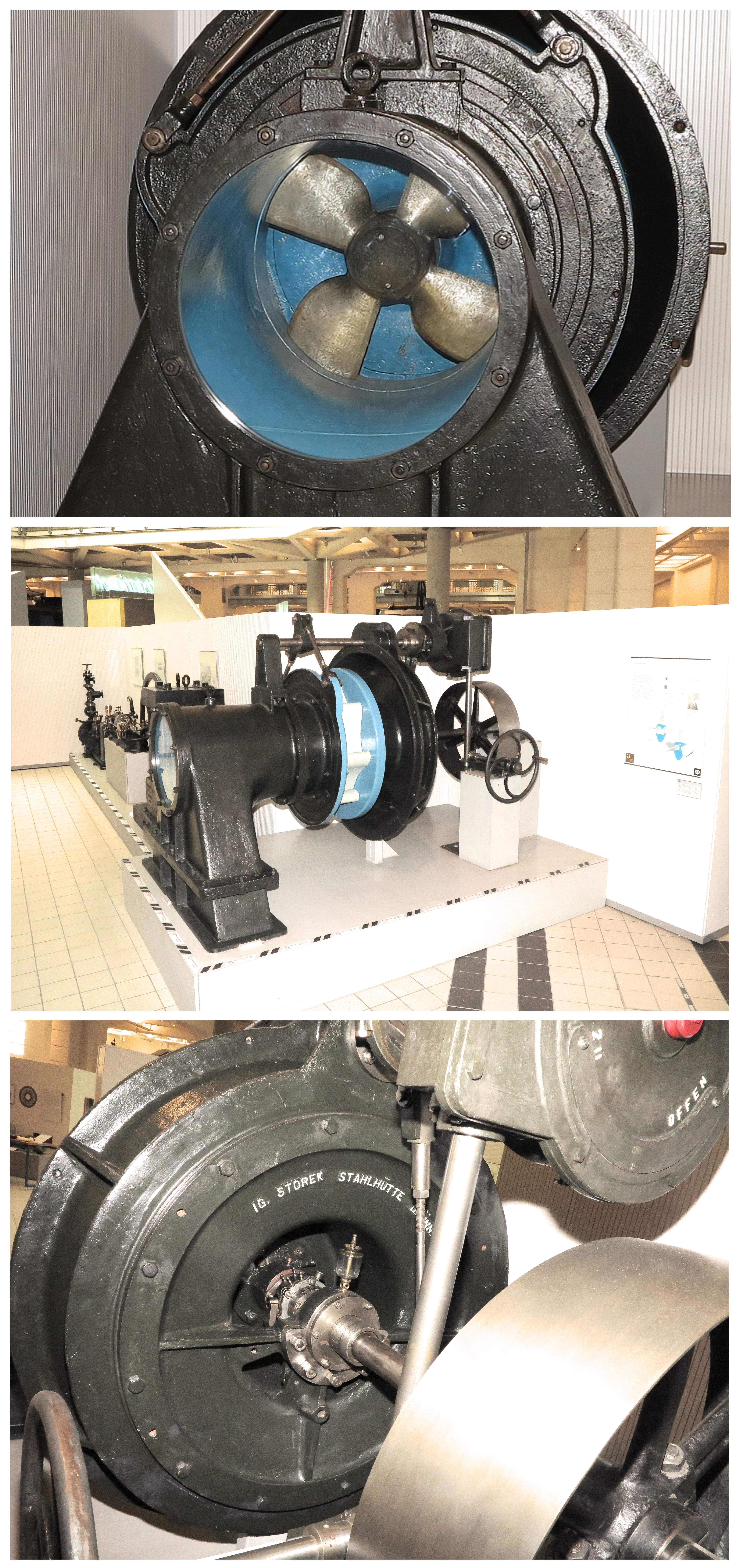
Перша турбіна Каплана. Технічний музей у Відні

Каплан провів низку експериментів у Брно, щоб описати найкращі параметри радіально-осьових турбін Френсіса та модифікувати їх для різних значень витрати та напору. За п’ять років роботи він узагальнив свої висновки в книзі Bau rationeller Francisturbinen–Laufräder und deren Schaufelformen für Schnell–, Normal– und Langsam Läufer.  Його винахід гідравлічної турбіни з регульованими обертовими лопатями відносять до 1912 року. Каплан почав працювати над ним у 1910 році. У той час у Брно була заснована лабораторія за підтримки ливарної та машинної майстерні Ігнаца Сторека, що належала Генріху Стореку, в якій Каплан проводив свої експерименти. У маленькій підвальній кімнаті він працював сам або зі своїм помічником Ярославом Славиком. Саме тут він розширив міжлопатеві канали радіально-осьової турбіни Френсіса, поки нарешті не дійшов до крильчатки, що має форму гребного гвинта, але з обертовими лопатями. Повертаючи лопаті робочого колеса відповідно до зміни потоку води, вхідні кути потоку води встановлюються оптимально, і таким чином високий ККД турбіни підтримується навіть при значно меншій витраті.
Відкриття світового значення не відбулося гладко і наштовхнулося на нерозуміння, а часто й на опір з боку компаній-виробників турбін. Тим не менш, у 1912–1914 роках Каплан подав заявки на отримання патентів на чотири винаходи. З початком Першої світової війни становище винахідника не покращилося, а патентні суперечки сильно послабили його. Багато років він вів суперечку зі швейцарським експертом Робертом Дабсом або американською компанією Allis Chalmers. Турбіна Каплана отримала патент лише в 1920 році. Але вже в 1918 році на фабрика Ігнаца Сторека в Брно (сьогодні Šmeral Brno a.s.) почала виробляти ці турбіни. Така турбіна була введена в експлуатацію в 1919 році на прядильних фабриках у Велмі (Нижня Австрія), де вона пропрацювала до 1952 року. У 1931 році чотири гігантські турбіни Каплана (діаметр 7 метрів, потужність 35 МВт) були запущені на гідроелектростанції Рибург-Шверштадт на річці Рейн на німецько-швейцарському кордоні. Загалом у Брно виготовили понад 500 турбін. Крім Чехословаччини, вони були встановлені в Бразилії, Данії, Франції, Голландії, Італії, Бельгії та інших країнах.
Технічний музей у Відні придбав першу турбіну Каплана у свою колекцію і встановив її в 1960 році як технічний пам'ятник світового значення перед головною будівлею.

## Нагороди
- У 1954 році Віктор Каплан був нагороджений медаллю Рудольфа Дізеля.